# Sphyrna tiburo
El tiburón cabeza de pala (Sphyrna tiburo) es una especie de elasmobranquio carcarriniforme de la familia Sphyrnidae. Es una especie abundante en el litoral americano, y es la única especie de tiburón conocida en demostrar dimorfismo sexual en la cabeza.

## Descripción
Caracterizado por una cabeza amplia, suave y parecida a una pala, posee la cabeza más pequeña de todas las especies de Sphyrna. El cuerpo es de un color gris-marrón por encima y es más claro en su parte inferior. Generalmente, los cabezas de pala miden de 0.61 a 0.91 metros de longitud, con un tamaño máximo de 150 centímetros. Las hembras son más grandes que los machos por lo general.
La palabra griega Sphyrna se traduce como "martillo", en referencia a la forma de la cabeza de este tiburón, mientras que tiburo es la palabra en taíno para tiburón.

## Distribución geográfica
Se encuentra en:
- Oeste del océano Atlántico: desde Carolina del Norte (Estados Unidos) hasta el sur de Brasil, incluyendo Cuba, las Bahamas, el Caribe y el golfo de México, aunque es raro en Bermudas.
- Este del océano Pacífico: desde el sur de California (Estados Unidos) hasta Ecuador.